# Shiseido
K.K. Shiseidō (jap. 株式会社資生堂, Kabushiki kaisha Shiseidō, engl. Shiseido Company, Limited) ist ein japanischer Hersteller von Kosmetik im Luxussegment sowie von Haut-, Haar- und Körperpflegeprodukten und eines der ältesten Unternehmen in diesem Bereich weltweit. Der Konzern ist heute in 71 Ländern tätig und beschäftigt rund 29.000 Mitarbeiter, davon 1.000 in der Forschung. Shiseido ist an der Börse in Tokio gelistet und ist Bestandteil des Aktienindex TOPIX 100.

## Unternehmensgeschichte
Der ehemalige Chef-Pharmakologe der japanischen Marine Arinobu Fukuhara (福原 有信, Fukuhara Arinobu) gründete 1872 die erste Apotheke nach westlicher Art in Japan. Standort war die Ginza in Tokio. Der Name Shiseido rührt von einem chinesischen Ausdruck aus dem I Ging und kann übersetzt werden als „preise die Tugenden der Erde, die neues Leben bringt und große Werte schafft“ (wörtlich: Shi = Ressourcen, Sei = Leben, Do = Haus).
Fukuhara verstand es, westliche Techniken mit japanischen Traditionen zu verbinden und neuartige Produkte, wie z. B. 1888 Japans erste Zahnpasta (statt Zahnpulver) und 1893 die Kakkegan Vitamin-Tabletten (gegen Beriberi) auf den Markt zu bringen. Das 1897 eingeführte Hautpflegemittel Eudermine existiert noch heute (1997 überarbeitet) und begründete den Eintritt der Firma ins Kosmetikgeschäft. 1902 wurde ein Restaurant namens Shiseido Parlour im westlichen Stil eröffnet, welches bis heute im Shiseido-Gebäude in der Ginza existiert und 1973 durch das Restaurant L’Osier komplementiert wurde. 1906 wurde erstmals hautfarbenes statt bislang weißes Hautpuder angeboten, ab 1915 das Haar-Tonikum Flowline, ab 1917 Gesichtspuder in sieben Farben und ab 1918 die Creme Shiseido Cold Cream.

Stilisierte Kamelie als Markenzeichen von Shiseido

Bereits zu Anfang des 20. Jahrhunderts beschäftigten sich der Firmengründer und sein Sohn Shinzo mit Produktdesign und Marketing. Seit 1915 ist, gemäß dem damals populären Kamelien-Haaröl von Shiseido, eine stilisierte Kamelie Markenzeichen von Shiseido und Teil des Logos (1918 und 1974 leicht modifiziert). Bevor sich Shiseido auf Kosmetik spezialisierte, war in den späten 1880ern ein Falke, unter anderem auf den Zahnpasta-Tuben, das Markenzeichen des Unternehmens gewesen.
Bereits 1918 wurden 21 verschiedene Parfüm-Düfte von Shiseido lanciert. 1923 begann der Aufbau eines Ladengeschäft-Netzwerks in Japan. 1924 wurde erstmals eine firmen-eigene Mode-Zeitschrift, Shiseido Geppo, herausgegeben (ab 1933 genannt Shiseido Graph, ab 1933 Hanatsubaki [deutsch ‚Kamelie‘]), welche bis heute mit einer Auflage von 200.000 Exemplaren monatlich erscheint. 1927 wurde das Unternehmen in eine Aktiengesellschaft umgewandelt und von Fukuharas Sohn Shinzo übernommen, der in den USA Medizin studiert und im Kosmetikbereich gearbeitet hatte sowie einige Jahre im Management von Shiseido tätig gewesen war. Shinzos Reisen durch die USA und Europa spiegelten sich auch im durch Jugendstil-Elemente geprägten Markenauftritt Shiseidos der 1920er Jahre wider. 1937 wurde in Japan zwecks Kundenbindung der Camellia Club für treue Shiseido-Kunden ins Leben gerufen, welcher bis heute existiert. 1949 erfolgte die Notierung an der Tokioter Börse.
Ab 1957 begann die internationale Expansion, zunächst im asiatischen Raum (Taiwan, Singapur und Hongkong). 1962 folgte, ursprünglich als House of Zen (1965 umbenannt in Shiseido America), der Eintritt in den US-Markt von Hawaii aus. Seit 1968 ist das Unternehmen auf dem italienischen Markt präsent. Es folgten 1971 Neuseeland, 1980 Deutschland und Frankreich, 1981 Volksrepublik China, 1982 Australien. Von den Zeiten großen wirtschaftlichen Wachstums im Japan der 1960er profitierte auch Shiseido maßgeblich und expandierte weiterhin. 1975 wurde im Stadtteil Ginza an der Stelle des ersten Shiseido Kosmetik-Geschäfts das acht-stöckige Shiseido Gebäude, House of Shiseido, eingeweiht (Abriss und Neuaufbau 2011–2013). In den 1980er Jahren, als die Nachfrage nach Shiseido zurückging, wurde der französische Parfümeur und Künstler Serge Lutens für die Werbemaßnahmen für die Düfte und Kosmetik von Shiseido im internationalen Markt engagiert. Er entwarf in Folge einige Shiseido-Parfüms, die Farben für Shiseido Make-up (1989) sowie ganze Produktlinien und gestaltete die Innen-Einrichtung der Pariser Shiseido-Kosmetiksalons, Les Salons du Palais Royal Shiseido (1992). Das Parfum-Unternehmen Serge Lutens gehört zum Shiseido-Konzern.
1987 kehrte Shiseido mit der Entwicklung rezeptfreier Hautmedikamente in Zusammenarbeit mit anderen Herstellern in den Bereich Pharmazeutika zurück; 1993 wurde das verschreibungspflichtige Medikament Opelead für den Bereich Augenheilkunde präsentiert. 1989 richtete Shiseido zusammen mit dem Massachusetts General Hospital der Harvard-Universität das Cutaneous Biology Research Center ein, ein Zentrum zur Erforschung von Funktion und Struktur der Haut. Diese Zusammenarbeit dauerte bis 2009 an. 1991 lancierte Shiseido den hypoallergenen Reis Fine Rice für Reis-Allergiker.
Anfang 2010 gab Shiseido im Zuge seiner Global-Player-Strategie bekannt, den 1976 gegründeten US-amerikanischen Mineral-Kosmetikhersteller Bare Escentuals für einen Kaufpreis von 1,7 Milliarden US-Dollar übernehmen zu wollen. Der Jahresumsatz von Shiseido belief sich weltweit im Jahr 2008 auf rund 5 Milliarden Euro, der Umsatz von Bare Escentuals auf rund 380 Millionen Euro.

## Produktion und Forschung
Shiseido unterhält neben den japanischen Produktionsstandorten Kamakura, Kakegawa, Ōsaka, Maizuru und weiteren auch außerhalb Japans weitere Fabriken, darunter Standorte in den USA (Oakland, East Windsor), in Frankreich (Gien (seit 1991), Ormes (Loiret) (seit 1999)) und in Asien/Ozeanien (Chungli, Peking, Shanghai und bis 2008 Auckland). Konzerneigene Forschungszentren werden in Japan (Yokohama, Kanazawa, Tokio), Südostasien (Pathum Thani), Europa (Paris), China (Peking) und den USA (East Windsor, Darien) betrieben.

## Shiseido Deutschland GmbH
2010 feierte das Unternehmen seine 30-jährige Präsenz im deutschen und französischen Markt. Die deutsche Niederlassung befindet sich in Düsseldorf und ist seit 1995 im Medienhafen angesiedelt. Zur Shiseido Deutschland GmbH gehören die Shiseido-Niederlassungen in Österreich, Belgien, den Niederlanden, Polen, Ungarn, Tschechien und der Slowakei sowie das European Distribution Center in Duisburg für die europaweite Logistik von Shiseido-Produkten. Für Deutschland und Österreich gibt es seit 1999 eine eigene Zeitschrift – das halbjährlich erscheinende, kostenlose Shiseido Magazin – mit einer Gesamtauflage von 126.000 Exemplaren auf Deutsch.

## Produkte und Vertrieb
Shiseido stellt Produkte für die Körper-, Gesichts- und Haarpflege her. Hinzu kommen Parfums und Makeup. Das Unternehmen vertreibt seine Produkte über eigene Geschäfte und Salons, Parfümerien, Kosmetikerinnen sowie in Shiseido Beauty Lounges in Kaufhäusern und Parfümerien sowie Wellnessfarmen in Hotels.
Das Unternehmen vertreibt in unterschiedlichen Regionalmärkten, Warenkategorien und Preissegmenten zahlreiche unterschiedliche Marken.
| HOCHPRESTIGE                                                                  | PRESTIGE | MITTELSEGMENT | MASSENMARKT | PHARMAZEUTIK | LEBENSMITTEL |
| - Clé de Peau (hochpreisige Damen-Kosmetik, Nordamerika und Asien, seit 1997) | - Shiseido (hochpreisige Hauptlinie mit verschiedenen Unterkategorien (Kosmetik, Make-Up, Shampoo, Parfüm) für Damen und Herren, weltweiter Vertrieb) mit den regionalen Shiseido-Marken: - ELIXIR SUPERIEUR Shiseido (pflegende Damen-Kosmetik, Japan) - REVITAL Shiseido (Anti-Aging-Pflege, Asien) - Shiseido Benefique (Komplett-Kosmetikprogramm, Japan) - qiora Shiseido (pflegende Kosmetik, USA und Japan) - ANESSA Shiseido (Sonnenschutz-Kosmetik, Japan) - und weitere | - UNO Shiseido (Drogerie-Herrenpflege, Japan) - AQUA LABEL Shiseido (Drogerie-Damenpflege, Asien) - MAQUILLAGE (dekorative Kosmetik, Asien außer Japan) - INTEGRATE Shiseido (dekorative Kosmetik, Japan) - d Program (jugendliche Damen-Pflege, Japan) - MAJOLICA MAJORCA (jugendliche Dekorativ-Kosmetik, Japan) - Shiseido Geraid (Herren-Pflege, Japan) - und weitere | - Sengan Senka (Gesichtsreinigung, Japan) - Shiseido SPOTCOVER (abdeckende Pflege, Japan) - Shiseido Super Mild (Haarpflege, Japan) - Tsubaki Shiseido (Haarpflege, Japan) - Ma Chérie Shiseido (Haarpflege, Japan) - Shiseido AQUAIR (Haarpflege, Japan) - HAKU Shiseido (Hautbleichmittel, Japan) - Shiseido Ag+ (Deodorant-Produkte, Japan) - Shiseido AUSLESE (Herren-Rasierwasser, Japan) - und weitere | - Shiseido FERZEA (medizinische Hautpflege gegen Hühneraugen, Japan) - Shiseido Q10 (Anti-Aging-Nahrungsergänzungsmittel, Japan) | - Shiseido Collagen (Collagen-Drinks, Japan) - Shiseido Pure White (Nahrungsergänzungsmittel für eine hellere Haut, Japan) - Gymrind Shiseido (Nahrungsergänzungsmittel für Schlankheitsprogramme, Japan) |

Zudem werden im niedrigen Prestige-Segment die folgenden Marken vertrieben, welche nicht mit dem Shiseido-Markennamen gekennzeichnet sind:
- Ayura (Hautpflege, Japan und Asien, 1995)
- Ipsa (Hautpflege und Make-up, Japan und Taiwan, 1987)
- D’ici la (Luxus-Hautpflege, Japan und Asien, 1991)
- Ettuisai (jugendliche Hautpflege, Japan, 1992)

Im Mittelpreis-Segment existieren überdies:
- Za (dekorative Kosmetik im Mittelsegment, Asien außer Japan)
- Kesho Wakusei (dt.: „Kosmetik-Planet“, niedrigpreisige Mädchen-Pflegelinie, Japan)

Eigens für den chinesischen Markt gibt es die Produktlinien Aupres, Hua Zi, Urara, Qi sowie Pure & Mild.
Außerdem kaufte die Shiseido-Gruppe die Marken Carita Kosmetik (1986, ehemals französisch), Zotos Haarpflege (1996, ehemals US-amerikanisch), Decléor Kosmetik (2000, ehemals französisch) und Sea Breeze Kosmetik (2000, ehemals US-amerikanisch). Die 2000 erworbene Mehrheitsbeteiligung an der US-amerikanischen Herrenkosmetiklinie ZIRH wurde 2007 wieder abgestoßen.
Außerdem gehören über die Pariser Tochterfirma Beauté Prestige International seit Anfang der 1990er Jahre die Parfumsparten der Modemarken Issey Miyake, Narciso Rodriguez, Elie Saab, Azzedine Alaïa, Zadig & Voltaire und seit 2000 die Kosmetik-Marke NARS sowie vormals Jean-Paul Gaultier (seit 2016: Puig) zu Shiseido.
Andere Marken, wie beispielsweise die Kosmetik-Linie 5S (mit eigenen Boutiquen in Nordamerika Ende der 1990er), wurden wieder eingestellt.
Über Shiseido HPLC ist das Unternehmen überdies im Bereich Hochleistungsflüssigkeitschromatographie tätig und über Shiseido Sodium Hyaluronate im Bereich Hyaluronsäure (Pharmazeutika, Kosmetik, Lebensmittel).

## Kultursponsoring
Shiseido unterstützt verschiedene kulturelle Ereignisse, darunter Ausstellungen im Bereich Kosmetik, als Sponsor. Zudem unterhält der Konzern eigene Kunstgalerien:
- Shiseido Art House (1978), Kakegawa (200 km westlich von Tokio)
- Shiseido Corporate Museum (1992), Kakegawa
- Shiseido Art Gallery (1919), Tokio (mittlerweile im Kellergeschoss der Ginza-Filiale)